# Ischnomesus vinogradovi
Ischnomesus vinogradovi är en kräftdjursart som beskrevs av Yakov Avadievich Birstein1963. Ischnomesus vinogradovi ingår i släktet Ischnomesus och familjen Ischnomesidae. Inga underarter finns listade i Catalogue of Life.